# Mantispidae
Mantispidae (vernacularmente nomeados, em português, mantispídeos) é uma família de insetos da ordem Neuroptera, cosmopolita (exceto na Antártica) e apresentando maior representatividade em áreas de clima tropical que abrangem a América do Sul, a África e a região indo-malaia até a Oceania, com as espécies registradas nas regiões neártica e paleártica em número muito menor.

## Descrição
Esta família possui espécies de tamanho pequeno a médio, apresentando dois pares de asas de venação reticulada e geralmente translúcidas, com envergaduras entre 2 e 6 centímetros. Suas cabeças são triangulares, as antenas são curtas e, às vezes, engrossadas. Seu corpo possui coloração geral marrom, com algum amarelo ou vermelho, podendo ser verdes, como os Chrysopidae, em espécies como Zeugomantispa minuta. Algumas espécies possuem simples padrões de áreas de coloração opaca, marrom ou enegrecida, quando mimetizam vespas, como Climaciella brunnea e Euclimacia horstaspoeck.
Por apresentarem o seu protórax alongado e patas dianteiras raptoras, adaptadas à predação, são frequentemente confundidos com louva-a-deuses (Mantodea), embora não estejam filogeneticamente relacionados; sendo predadores de insetos, que capturam como os louva-a-deuses. No entanto, os mecanismos subjacentes para o comportamento de captura de presas são diferentes em Mantispidae e em louva-a-deuses.

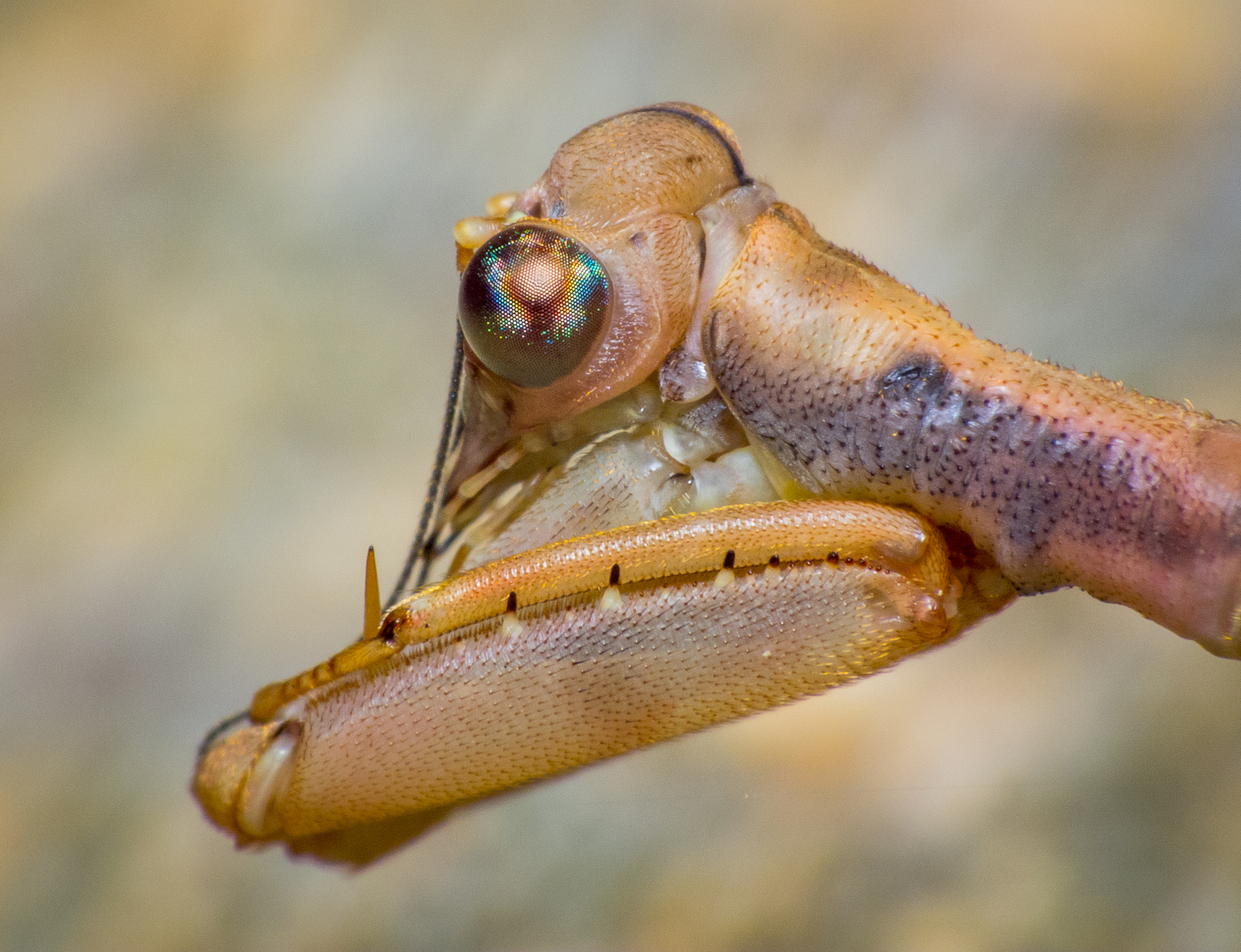
Cabeça de um Mantispidae.
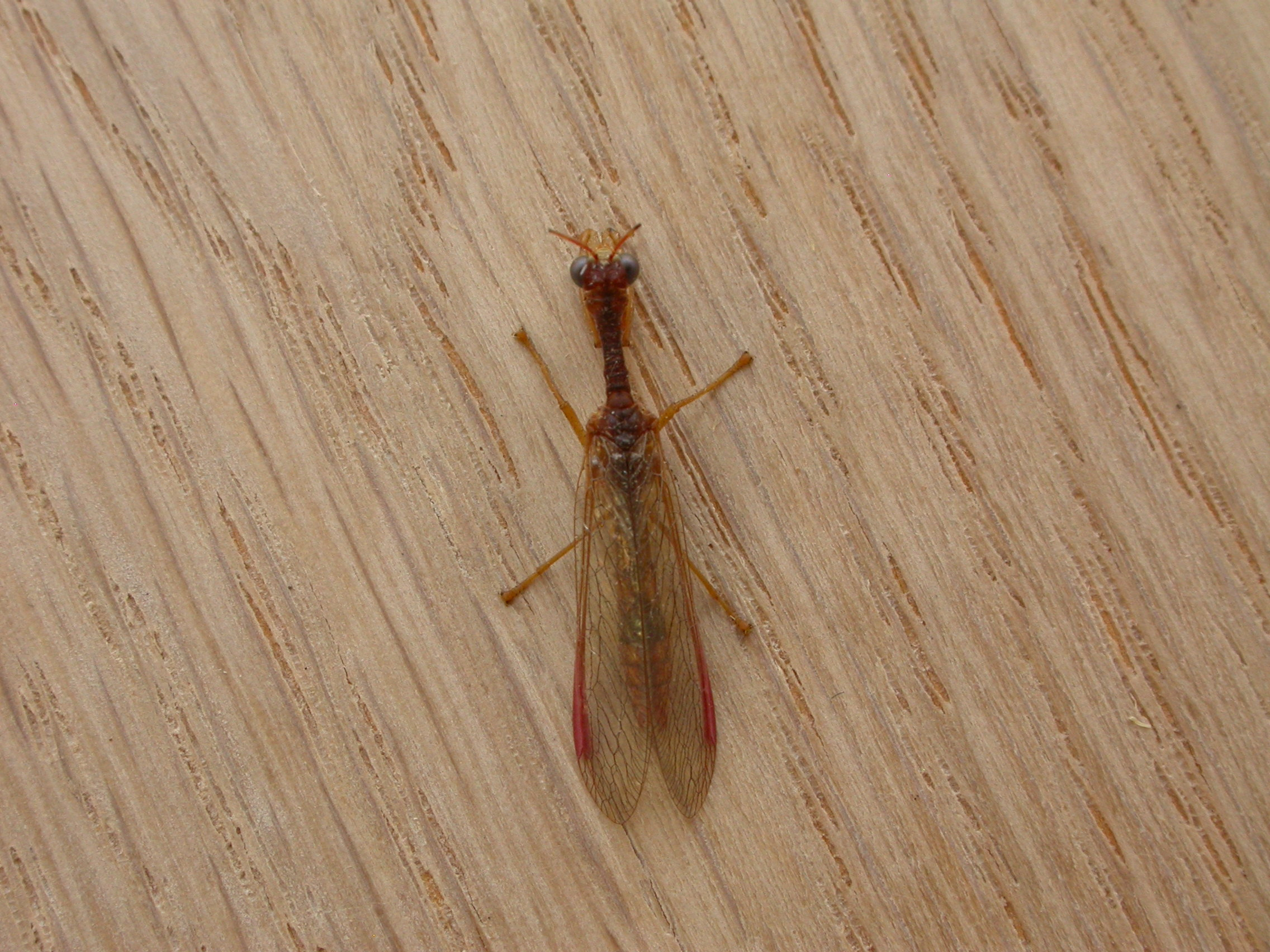
Mantispidae da espécie Campion callosus.
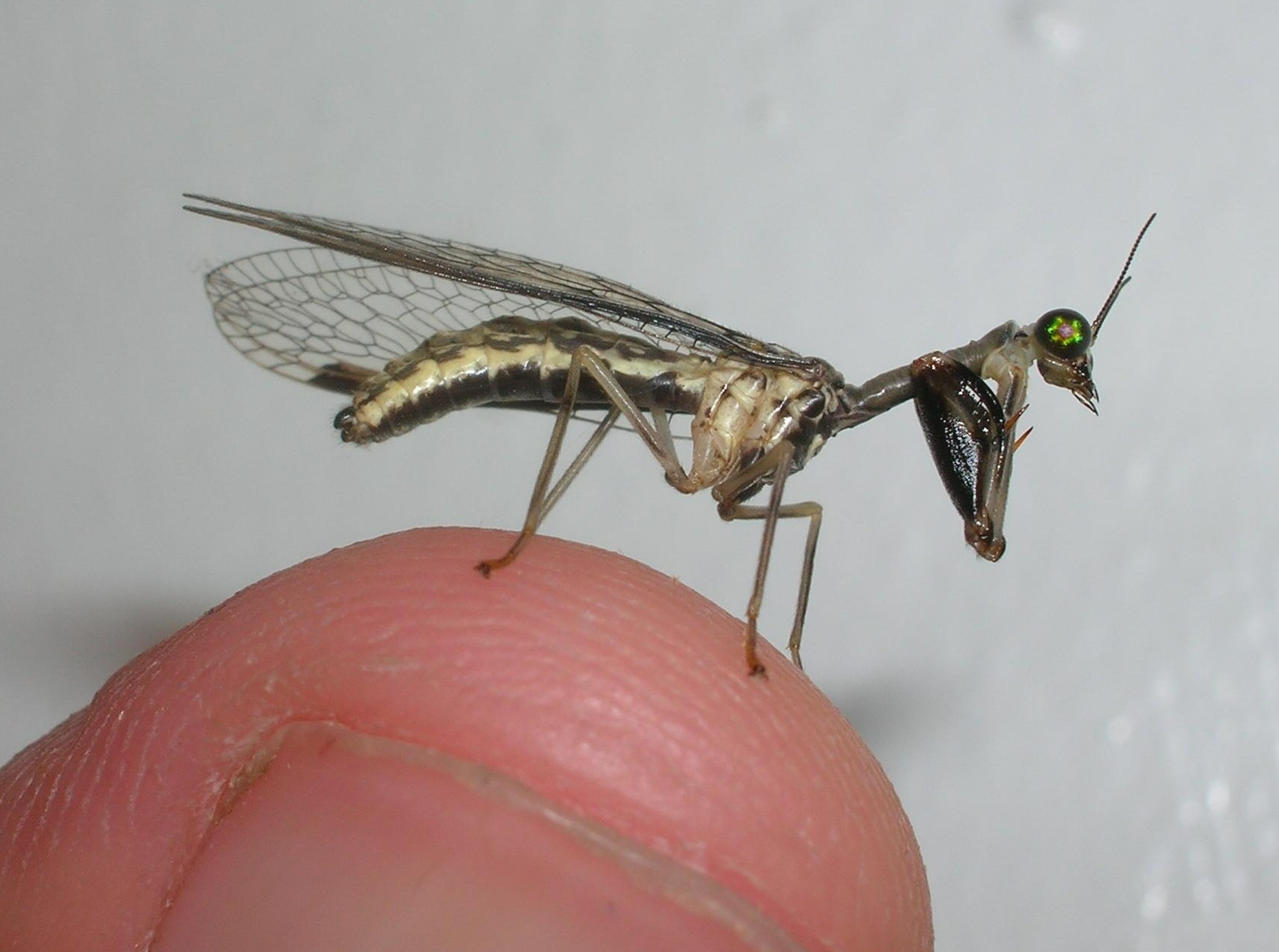
Mantispidae na ponta de um dedo humano.
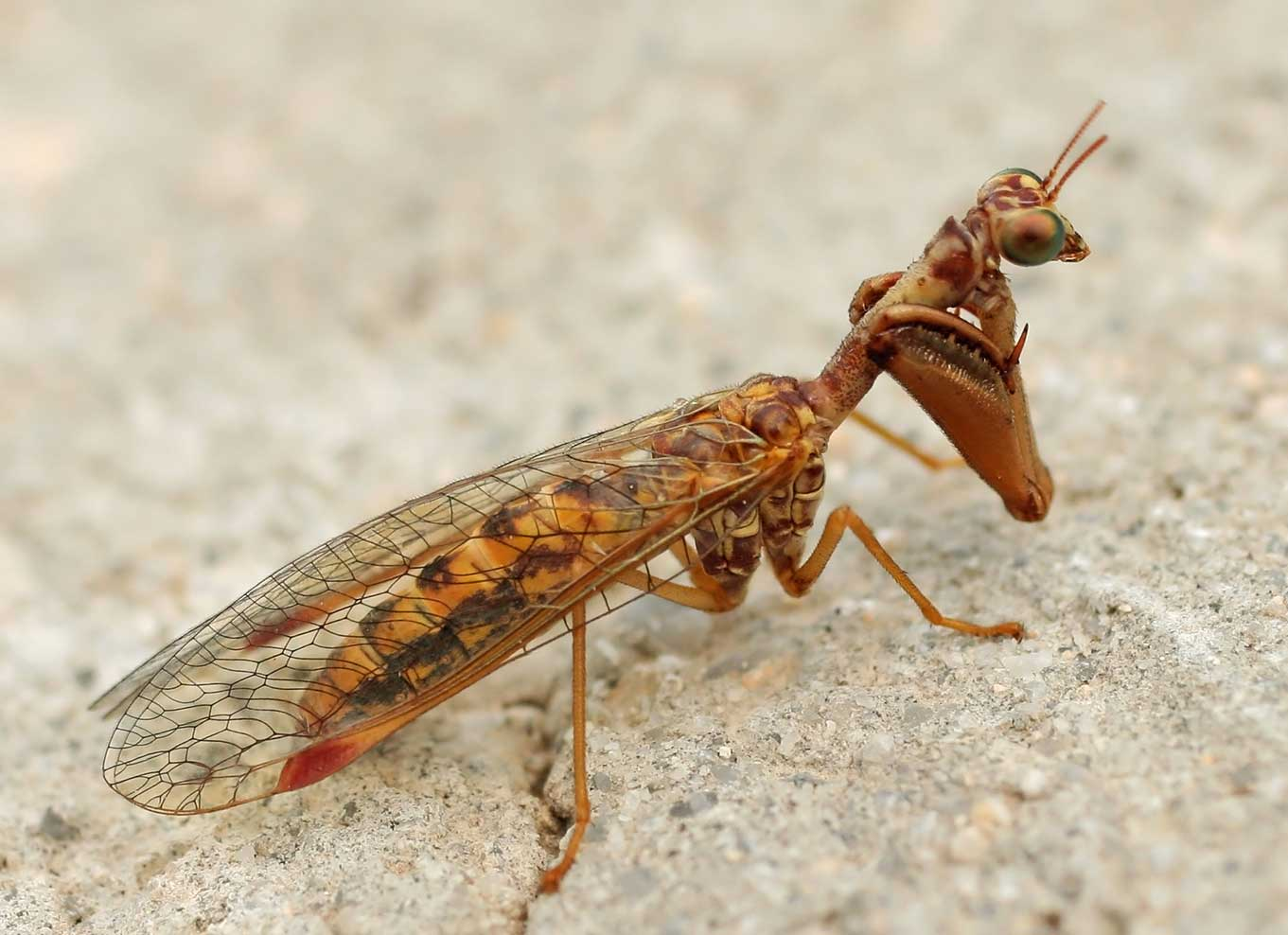
Mantispidae da espécie Mantispa styriaca.
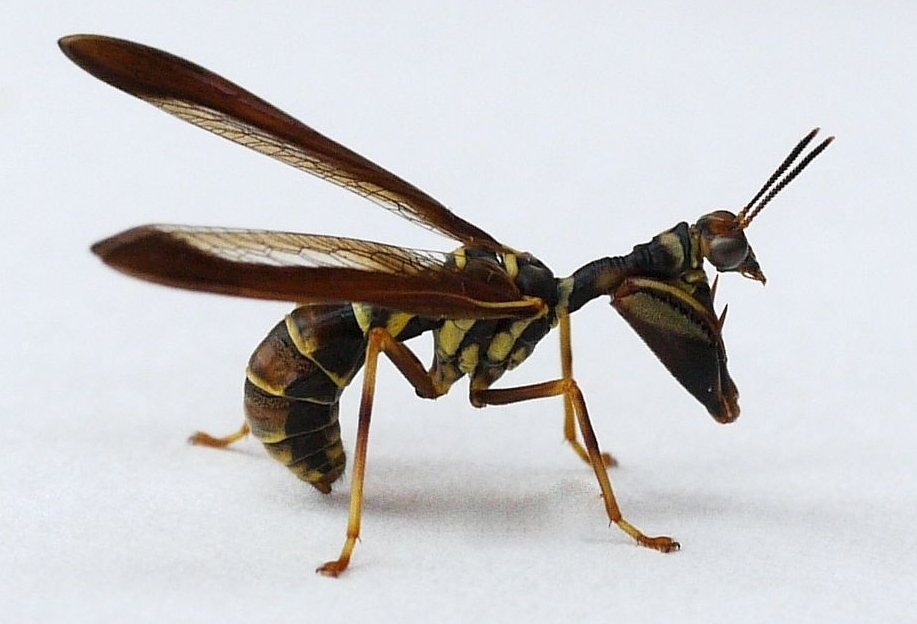
Mantispidae da espécie Climaciella brunnea com mimetismo aposemático de vespa.

## Ecologia
Os adultos de Mantispidae passam a maior parte do tempo realizando voos, caçando e se alimentando. Muitas vezes eles são noturnos e atraídos por lâmpadas incandescentes ou luzes negras.

### Ciclo de vida

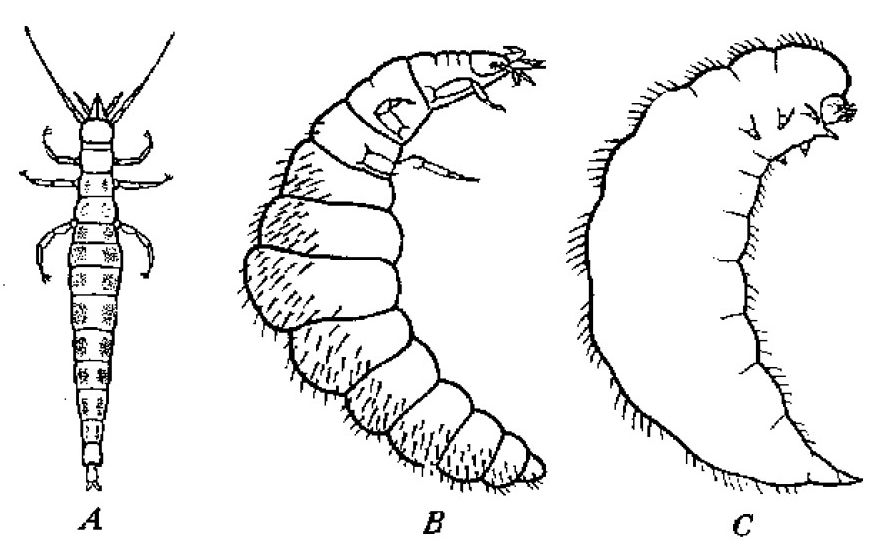
Ilustração dos ínstares de um Mantispidae. (A) Formato campodeiforme (B-C) Formato escarabeiformes.

Seus ovos são colocados em grupos na superfície das folhas e são ovais. Após a eclosão, em seu ciclo de vida, as larvas de Mantispidae são especializadas e parasitas de artrópodes; dotadas de hipermetamorfose e passando por três ínstares até saírem de suas pupas; com formato campodeiforme em seu primeiro ínstar, muito ágeis, e com formato escarabeiforme nos estágios seguintes, inativas, com pernas muito reduzidas em tamanho, antenas curtas e cabeças muito pequenas.
Embora os ciclos de vida da maioria das espécies sejam desconhecidos, os que são conhecidos apresentam larvas que se alimentam de outros insetos e de aranhas. Na subfamília Mantispinae elas se alimentam de aranhas e, principalmente, de seus ovos. Já as poucas criações descritas para a subfamília Symphrasinae estão todas associadas com ninhos de Hymenoptera aculeados; embora a maioria dos detalhes de seus ciclos de vida não sejam claros, estando ainda relatados gêneros de Mantispidae em Coleoptera, Lepidoptera e Diptera.
Na subfamília Mantispinae as larvas do primeiro ínstar procuram e penetram diretamente o saco de ovos de uma aranha, ou abordam as aranhas e aguardam a oportunidade de entrar em sacos de seus ovos na medida em que são fiados. As larvas se alimentam dos ovos perfurando a membrana e drenando o seu conteúdo, mas também foram observadas se alimentando de aranhas recém-eclodidas. As larvas que estão a bordo de aranhas geralmente são encontradas em volta da cintura, dentro de aberturas do pulmão folhoso ou presas à área membranosa entre a borda da carapaça e a base de suas pernas; sobrevivendo por meses, aparentemente alimentando-se da hemolinfa, podendo ser consideradas verdadeiros ectoparasitas nesta fase de seu ciclo de vida. No terceiro ínstar a larva constrói um casulo pupal dentro do saco de ovos da aranha. Ao eclodir, ela perfura o seu casulo e o saco de ovos, rastejando por um tempo até formar asas.

## Taxonomiaː subfamílias
A família Mantispidae foi classificada por William Elford Leach em 1815, abrangendo pouco mais de 350 espécies atribuídas a 41 gêneros; com três subfamílias relatadas, duas nas Américas (Depranicinae e Mantispinae), no entanto possuindo muitas espécies que ainda são incertae sedis em suas nomenclaturas.
- Mantispinae
- Calomantispinae
- Drepanicinae[4][17]

A subfamília neotropical Symphrasinae, anteriormente entre os Mantispidae, foi transferida para a família Rhachiberothidae na primeira metade do século XXI.